# Le venti giornate di Torino
Le venti giornate di Torino è un romanzo del 1977 dell'autore italiano Giorgio De Maria.

## Storia editoriale
La prima edizione del romanzo uscì nel 1977 per il piccolo editore milanese Il formichiere e passò praticamente inosservata. Nel 2017 fu pubblicato in traduzione inglese grazie all'interessamento del professore australiano Ramon Glazov: ciò riaccese l'interesse sul romanzo, che nello stesso anno fu riedito dalla Frassinelli. Nel 2022 è seguita un'edizione in francese.

## Trama
Il narratore e protagonista è un torinese che desidera scrivere un saggio sulle "Venti giornate di Torino", avvenute dieci anni prima, nelle quali la città era stata sconvolta da fatti di sangue: spettrali figure ammantate di grigio comparivano per le strade e sbattevano violentemente al suolo o contro gli alberi i malcapitati che incontravano per caso, oppure li utilizzavano come clave per duellare tra loro.
Intervistando la sorella della prima vittima (Giovanni Bergesio, che sosteneva che alcuni monumenti si fossero scambiati di posto) e l'avvocato ebreo Andrea Segre, egli si convince che agli eventi delle Venti giornate doveva essere collegata l'apertura della biblioteca di manoscritti istituita presso il Cottolengo nel clima di spaesamento provocato dal crollo dell'industria automobilistica e da una gravissima siccità, che avevano fatto sì che quasi tutti gli immigrati tornassero ai paesi d'origine: per delle modiche somme, che prendevano la forma di offerte alla Piccola casa della Divina Provvidenza, ogni iscritto alla biblioteca poteva depositare i propri manoscritti (di qualsiasi genere), leggere quelli degli altri utenti e risalire alla loro identità. Se le intenzioni dei promotori (dei giovani "dalla faccia pulita") era di spingere le persone ad aprirsi maggiormente le une alle altre, questo però suscitò una certa morbosità per gli altrui segreti e, come sostiene il sindaco Bonfante quando è intervistato dal narratore, fece aumentare i casi d'insonnia, come nel caso di Bergesio, che scendendo in strada andò incontro alla propria fine.
Il protagonista una sera incontra una suora che lo esorta a lasciar perdere le sue ricerche per il bene di tutti. Egli tuttavia non demorde e, su invito dell'avvocato Segre, si reca a far visita a Paolo Giuffrida, un critico d'arte che si diletta di parapsicologia e occultismo, il quale nel periodo delle Venti giornate aveva registrato su nastro magnetico delle voci di provenienza non umana, che esprimevano pensieri prima semplici poi via via più complessi.
Il narratore riceve anche delle lettere anonime dal contenuto bizzarro, il cui mittente dichiara di volere stabilire un contatto con uno sconosciuto. Solleticato dalla curiosità e dalla possibilità di trovare altro materiale interessante per il suo libro, risponde e cerca d'incontrare il mittente, ma invano. Viene invece sconvolto dalla notizia che Giuffrida è stato assassinato, e temendo di essere parimenti nel mirino dei suoi uccisori, accetta l'invito di un amico musicista a recarsi da lui a Venezia, lasciando Torino con un volo che decolla da Caselle. L'aereo però non atterra all'aeroporto di Venezia ma in un deserto, dove i passeggeri sono fatti scendere e finiscono in balia di figure spettrali come quelle avvistate nelle Venti giornate.

## Tematiche
L'orrore nel romanzo è stato visto come un'allegoria della violenza di stampo fascista che tormentò l'Italia durante gli anni di piombo.
Secondo numerosi commentatori, la libreria descritta nel romanzo presagirebbe l'ascesa delle reti sociali.

## Critica
A partire dalla riedizione inglese, l'accoglienza critica è stata largamente positiva. Se ne è sottolineata la vena profetica  ed è stato confrontato con le opere di H.P. Lovecraft e di Thomas Pynchon.

## Opere derivate
Nel 2021 è stato tratto dal romanzo uno spettacolo teatrale con lo stesso titolo, ad opera di Cora De Maria, figlia dell'autore.

## Edizioni
- Giorgio De Maria, Le 20 giornate di Torino: inchiesta di fine secolo, collana Gli anelli, Milano, Il formichiere, 1977.
- (EN) Giorgio De Maria, The Twenty Days of Turin, traduzione di Ramon Glazov, New York, Norton, 2017, ISBN 978-88-9342025-9.
- Giorgio De Maria, Le venti giornate di Torino: inchiesta di fine secolo, postfazione di Giovanni Arduino, Milano, Frassinelli, 2017, ISBN 978-88-9342025-9.
- (FR) Giorgio De Maria, Les Vingt Journées de Turin, traduzione di Angela Calaprice, Éditions DO, 2022, ISBN 979-1095434399.